# Cantharellus longisporus
Cantharellus longisporus é uma espécie de fungo pertencente à família Cantharellaceae.